# هومن سيدي
هومن سيدي (مواليد 29 نوفمبر 1980) هو ممثل ومخرج وسيناريست إيراني.

## أعماله

### ممثل
- أربعاء سوري (2006)
- أفريقيا (2011)
- إنسان كوميدي (2017)

### مخرج
- الحرب العالمية الثالثة (2022)

## وصلات خارجية
- هومن سيدي على موقع IMDb (الإنجليزية)
- هومن سيدي على موقع ألو سيني (الفرنسية)
- هومن سيدي على موقع أول موفي (الإنجليزية)
- هومن سيدي على موقع قاعدة بيانات الفيلم (الإنجليزية)
- هومن سيدي على موقع كينوبويسك (الروسية)